# 登美ヶ丘
登美ヶ丘（とみがおか）とは、奈良市北西部の地域である。

## 概要
登美ヶ丘は、学研奈良登美ヶ丘駅南方一帯に広がる新興住宅地。その名は古代・中世に見られた大和国添下郡北部の地名「鳥見」に由来し、鳥見は「登美」や「迹見」、「登弥」などとも書かれた。鳥見については、『和名抄』に添下郡四郷の一つとして記される「鳥貝郷」（訓は「止利加比」〈トリカヒ〉）の誤写という説や、鳥飼部を二字化した鳥部（とべ）からトビ、トミへと変化したとの説がある。また『日本書紀』には、皇軍と戦った長髄彦が飛来した金色霊鵄の光により戦意を失って敗れ、それ以来「長髄邑」が「鵄邑」と呼ばれ、それが訛って「鳥見」になったとあり、添下郡の鳥見はその鵄邑伝承地の一つとなっている。このほか『旧事紀』には、饒速日尊が河内国河上哮峯に天降した後に「大倭国鳥見白庭山」へ遷座したとの記述があるが、この白庭山については、長弓寺（生駒市）から東に約10丁（1090メートル）の地点にある真弓岡や、長弓寺から西に5丁（545メートル）ほどの場所にあった字白谷がその地であるとの伝承がある。
登美ヶ丘を含む近鉄奈良線北側の開発は1955年（昭和30年）以降に始まった。1960年（昭和35年）12月、近畿日本鉄道が開発した登美ヶ丘住宅地の分譲が開始。日本住宅公団により中登美団地も建設され、その西に西登美ヶ丘住宅地、東に東登美ヶ丘住宅地、北に奥登美ヶ丘住宅地が開発されていった。1967年（昭和42年）には登美ヶ丘一丁目から三丁目が設置される。翌1968年（昭和43年）、人口の急増に伴い、登美ヶ丘小学校が開校した。

## 歴史
- 1889年（明治22年） -  現在の登美ヶ丘地域を含む富雄村・平城村が添下郡に置かれる[13]。
- 1897年（明治30年） - 添下郡と平群郡が合併し、生駒郡が発足[14]。
- 1951年（昭和26年） - 生駒郡平城村が奈良市に編入される[15]。
- 1953年（昭和28年） - 生駒郡富雄村に町制が施行され、富雄町となる[16]。
- 1955年（昭和30年） - 富雄町が奈良市に編入される[16]。
- 1967年（昭和42年） - 二名町（旧富雄町[17]）・中山町（旧平城村[18]）から分離し、登美ヶ丘1–3丁目が成立[11]。
- 1968年（昭和43年） - 二名町・中山町・押熊町（旧平城村[19]）から分離し、中登美ヶ丘1・2丁目が成立[20]。
- 1973年（昭和48年） - 中山町・押熊町の一部を編入し、登美ヶ丘4–6丁目が成立[11]。同じく中山町・押熊町の一部から東登美ヶ丘1–3丁目が成立する[21]。
- 1976年（昭和51年） - 二名町の一部が西登美ヶ丘1–8丁目となる[22]。
- 1988年（昭和63年） - 中山町・押熊町の一部から東登美ヶ丘4–6丁目が成立[21]。また、押熊町の一部が北登美ヶ丘1–6丁目となる[23]。
- 1990年（平成2年） - 二名町の一部が南登美ヶ丘となる[24]。
- 2006年（平成18年）3月27日 - 学研奈良登美ヶ丘駅が開業する[25]。

## 行政区画
登美ヶ丘（一丁目～六丁目）、南登美ヶ丘、中登美ヶ丘（一丁目～六丁目）、西登美ヶ丘（一丁目～八丁目）、東登美ヶ丘（一丁目～六丁目）、北登美ヶ丘（一丁目～六丁目）

## 施設
- 学研奈良登美ヶ丘駅 - 中登美ヶ丘六丁目[26]
- イオンモール奈良登美ヶ丘 - 生駒市鹿畑町[27]。敷地の一部が中登美ヶ丘六丁目に所在する。
- メッサオークワ 北登美ケ丘店 - 北登美ヶ丘六丁目[28]
- 奈良登美ケ丘郵便局 - 登美ヶ丘三丁目[29]
- 奈良登美ケ丘西郵便局 - 西登美ヶ丘四丁目[30]
- 学研奈良登美ヶ丘郵便局 - 中登美ヶ丘六丁目[31]
- 登美ヶ丘リハビリテーション病院 - 中登美ヶ丘六丁目[32]
- 松伯美術館 - 登美ヶ丘二丁目[33]

## 教育機関

### 大学
- 奈良学園大学 - 中登美ヶ丘三丁目[34]

### 中学・高等学校
- 奈良市立登美ヶ丘中学校 - 東登美ヶ丘三丁目[35]
- 奈良市立登美ヶ丘北中学校 - 北登美ヶ丘一丁目[36]
- 奈良学園登美ヶ丘中学校・高等学校 - 中登美ヶ丘三丁目[37]

### 小学校
- 奈良市立登美ヶ丘小学校 - 西登美四丁目[38]
- 奈良市立東登美ヶ丘小学校 - 東登美ヶ丘四丁目[39]
- 奈良市立平城西小学校 - 東登美ヶ丘三丁目[40]
- 奈良学園小学校 - 中登美ヶ丘三丁目[41]

## 通信
郵便番号は630-000x（南登美ヶ丘は631-0023）である。